# Zofia (królowa Hiszpanii)
Zofia (ur. 2 listopada 1938 w Atenach jako księżniczka Zofia z Grecji i Danii) – królowa hiszpańska, z dynastii greckiej linii dynastii Glücksburgów (bocznej linii Oldenburgów), jako żona króla Hiszpanii, Jana Karola I w latach 1975–2014. Po abdykacji męża zachowała, podobnie jak on, tytuł królewski.

## Życiorys
Urodziła się jako księżniczka grecka i duńska, jako córka króla Grecji, Pawła I. Zofia jest siostrą Konstantyna II, króla Grecji w latach 1964–1973, oraz księżniczki greckiej i duńskiej Ireny. Urodziła się w Atenach jako pierwsze dziecko przyszłego króla i królowej Fryderyki Hanowerskiej.
Spędziła dzieciństwo w Egipcie i Południowej Afryce, podczas wygnania jej rodziny z Grecji w czasie II wojny światowej. Powróciła do Grecji w 1946 roku. Dokończyła edukację w prestiżowej Schloss Salem – szkole z internatem w południowych Niemczech. Potem studiowała pediatrię, muzykę i archeologię w Atenach. W 1960 była rezerwowym zawodnikiem reprezentacji Grecji w żeglarstwie na Igrzyskach Olimpijskich w Rzymie.
Obecnie Zofia mówi płynnie po angielsku, francusku, niemiecku, grecku i hiszpańsku.

### Małżeństwo
14 maja 1962 poślubiła księcia hiszpańskiego Jana Karola Burbona (późniejszego króla Jana Karola I), zmieniając wyznanie z prawosławia na katolicyzm. Ze względu na odmienność wyznań pary odbyły się trzy ceremonie ślubne. Pierwsza z nich – ceremonia katolicka – odbyła się w katedrze św. Dionizego Areopagity w Atenach. Następnie para wraz z gośćmi przejechała do katedry Zwiastowania Matki Bożej w Atenach na drugą ceremonię – prawosławną. Trzecią i ostatnią było złożenie podpisów na akcie ślubu cywilnego w obecności burmistrza Aten i premiera.
Aktualnie małżeństwo Zofii i Jana funkcjonuje wyłącznie na papierze, gdyż mąż w wyniku wielu kontrowersji z nim związanych (liczne romanse i oskarżenia o łapówki) wyjechał z kraju po abdykacji na rzecz syna Filipa.
Od wstąpienia męża na tron może korzystać z prawa występowania w białym stroju podczas audiencji u papieża, tzw. przywilej bieli.
Małżeństwo ma troje dzieci:
- infantkę Helenę, księżną Lugo (ur. 20 grudnia 1963)
- infantkę Krystynę, księżną Palma de Mallorca (ur. 13 czerwca 1965)
- Filipa VI, króla Hiszpanii od 2014 (ur. 30 stycznia 1968)

## Tytulatura
2 listopada 1938 – 14 maja 1962: Jej Królewska Wysokość księżniczka Zofia z Grecji i Danii

Sztandar osobisty królowej Zofii

14 maja 1962 – 21 lipca 1969: Jej Królewska Wysokość księżna Zofia Burbońska
21 lipca 1969 – 22 listopada 1975: Jej Królewska Wysokość Księżna Hiszpanii
22 listopada 1975 – 18 czerwca 2014: Jej Królewska Mość Królowa Hiszpanii
od 18 czerwca 2014: Jej Królewska Mość Królowa Zofia

## Odznaczenia
Hiszpańskie
- Łańcuch Orderu Karola III
- Order Królowej Marii Luizy (1962)

Zagraniczne
- Krzyż Wielki Orderu Wyzwoliciela San Martina (Argentyna)
- Wielka Wstęga Orderu Leopolda (Belgia)
- Krzyż Wielki Orderu Krzyża Południa (1991, Brazylia)
- Krzyż Wielki Orderu Zasługi (2011, Chile)
- Order Słonia (1980, Dania)[7]
- Order Doskonałości klasy specjalnej (Egipt)
- Krzyż Wielki Narodowego Orderu św. Wawrzyńca (1989, Ekwador)
- Order Krzyża Ziemi Maryjnej I klasy (Estonia)
- Krzyż Wielki Orderu Królowej Saby (Etiopia)
- Krzyż Wielki Orderu Białej Róży (Finlandia)
- Krzyż Wielki Orderu Legii Honorowej (Francja)
- Krzyż Wielki Orderu Quetzala (Gwatemala)
- Krzyż Wielki Orderu Zbawiciela (Grecja)
- Order św. Olgi i św. Zofii (Grecja)
- Krzyż Wielki Orderu Lwa Niderlandzkiego (Holandia)
- Order Plejad II klasy (Iran)
- Medal 2500-lecia Imperium Perskiego (Iran)
- Krzyż Wielki Orderu Sokoła Islandzkiego (Islandia)
- Order Jamajki (Jamajka)
- Order Skarbu Korony I klasy (Japonia)
- Wielka Wstega Orderu Gwiazdy Jordanii (1985, Jordania)
- Wielka Wstęga Orderu Odrodzenia (1999, Jordania)
- Krzyż Wielki Orderu Boyacá (Kolumbia)
- Krzyż Wielki Narodowego Orderu Świętego Karola (Kolumbia)
- Krzyż Wielki ze Złotą Gwiazdą Orderu Juana Mory Fernándeza (Kostaryka)
- Order Zasługi Stopnia Specjalnego (2009, Liban)
- Krzyż Wielki Orderu Witolda Wielkiego (Litwa)
- Krzyż Wielki Orderu Złotego Lwa Nassau (Luksemburg)
- Komandor Krzyża Wielkiego Orderu Trzech Gwiazd (Łotwa)
- Xirka Ġieħ ir-Repubblika (2009, Malta)
- Order Suwerenności klasy specjalnej (Maroko)
- Wstęga Orderu Orła Azteków (Meksyk)
- Krzyż Wielki Orderu Ojaswi Rajanya (Nepal)
- Wielki Komandor Orderu Nigru (1991, Nigeria)
- Krzyż Wielki Królewskiego Norweskiego Orderu Świętego Olafa (1982, Norwegia)
- Krzyż Wielki Orderu Vasco Núñeza de Balboa (Panama)
- Order Orła Białego (2001, Polska)
- Wielki Łańcuch Orderu Infanta Henryka (Portugalia)
- Wielki Łańcuch Orderu Świętego Jakuba od Miecza (Portugalia)
- Krzyż Wielki Królewskiego Orderu Rycerzy Pana Naszego Jezusa Chrystusa (Portugalia)
- Krzyż Wielki Specjalnego Wykonania Orderu Zasługi Republiki Federalnej Niemiec (RFN)
- Krzyż Wielki Orderu Dobrej Nadziei (1999, RPA)
- Krzyż Wielki Orderu Gwiazdy Rumunii (2003, Rumunia)
- Order Podwójnego Białego Krzyża I klasy (2007, Słowacja)
- Order Królewski Serafinów (1980, Szwecja)
- Order Domowy Chakri (Tajlandia)
- Krzyż Wielki Orderu Chula Chom Klao (Tajlandia)
- Krzyż Wielki z Łańcuchem Orderu Zasługi Republiki Węgierskiej (Węgry)
- Wielka Wstęga Narodowego Orderu Lamparta (Zair)
- Krzyż Wielki Konstantyńskiego Orderu Wojskowego św. Jerzego
- Krzyż Wielki Orderu Grobu Bożego (Watykan)
- Wielki Łańcuch Orderu Serca Złotego (Filipiny)

## Genealogia
| Konstantyn I Glücksburg ur. 2 VIII 1868 zm. 11 I 1923 | Konstantyn I Glücksburg ur. 2 VIII 1868 zm. 11 I 1923 |                                                   |                                                   | Zofia Hohenzollern ur. 14 VI 1870 zm. 13 I 1932 | Zofia Hohenzollern ur. 14 VI 1870 zm. 13 I 1932 |  |  | Ernest August III Hanowerski ur. 17 XI 1887 zm. 30 I 1953 | Ernest August III Hanowerski ur. 17 XI 1887 zm. 30 I 1953 |                                                   |                                                   | Wiktoria Ludwika Hohenzollern ur. 13 IX 1892 zm. 11 XII 1980 | Wiktoria Ludwika Hohenzollern ur. 13 IX 1892 zm. 11 XII 1980 |
|                                                       |                                                       |                                                   |                                                   |                                                 |                                                 |  |  |                                                           |                                                           |                                                   |                                                   |                                                              |                                                              |
|                                                       |                                                       |                                                   |                                                   |                                                 |                                                 |  |  |                                                           |                                                           |                                                   |                                                   |                                                              |                                                              |
|                                                       |                                                       | Paweł I Glücksburg ur. 14 XII 1901 zm. 6 III 1964 | Paweł I Glücksburg ur. 14 XII 1901 zm. 6 III 1964 |                                                 |                                                 |  |  |                                                           |                                                           | Fryderyka Hanowerska ur. 18 IV 1917 zm. 6 II 1981 | Fryderyka Hanowerska ur. 18 IV 1917 zm. 6 II 1981 |                                                              |                                                              |
|                                                       |                                                       |                                                   |                                                   |                                                 |                                                 |  |  |                                                           |                                                           |                                                   |                                                   |                                                              |                                                              |
|                                                       |                                                       |                                                   |                                                   |                                                 |                                                 |  |  |                                                           |                                                           |                                                   |                                                   |                                                              |                                                              |
|                                                       |                                                       |                                                   |                                                   |                                                 |                                                 |  |  |                                                           |                                                           |                                                   |                                                   |                                                              |                                                              |

|                               |                               | Jan Karol I Burbon ur. 5 I 1938 OO 14 V 1962 | Jan Karol I Burbon ur. 5 I 1938 OO 14 V 1962 | Zofia Glücksburg ur. 2 XI 1938 | Zofia Glücksburg ur. 2 XI 1938 |  |  |  |  |
|                               |                               |                                              |                                              |                                |                                |  |  |  |  |
|                               |                               |                                              |                                              |                                |                                |  |  |  |  |
|                               |                               |                                              |                                              |                                |                                |  |  |  |  |
| Helena Burbon ur. 20 XII 1963 | Helena Burbon ur. 20 XII 1963 | Krystyna Burbon ur. 13 VI 1965               | Krystyna Burbon ur. 13 VI 1965               | Filip Burbon ur. 30 I 1968     | Filip Burbon ur. 30 I 1968     |  |  |  |  |